# Thomas Scanlon (Mathematiker)
Thomas Warren Scanlon ist ein US-amerikanischer Mathematiker.
Scanlon studierte Mathematik an der University of Chicago mit dem Bachelor-Abschluss 1993 und wurde 1997 an der Harvard University bei Ehud Hrushovski promoviert (Model Theory of Valued D-Fields with Applications to Diophantine Approximations in Algebraic Groups). Er ist Professor an der University of California, Berkeley.
Er befasst sich mit mathematischer Logik und speziell Modelltheorie mit Anwendungen in der Zahlentheorie und arithmetischen Geometrie (unter anderem André-Oort-Vermutung)  und mit Algebra und Differentialalgebra.
2006 war er eingeladener Sprecher auf dem Internationalen Mathematikerkongress in Madrid (Analytic difference rings). Scanlon wurde als Gödel Lecturer 2024 ausgewählt.

## Schriften (Auswahl)
Außer den in den Fußnoten zitierten Arbeiten:
- A model complete theory of valued D-fields. In:  Journal of Symbolic Logic, Band 65, 2000, S. 1758–1784.
- mit Jan Krajicek: Combinatorics with definable sets: Euler characteristics and Grothendieck rings. In: Bulletin of Symbolic Logic, Band 6, 2000, S. 311–330.
- Diophantine geometry from model theory. In: Bulletin of Symbolic Logic, Band 7, 2001, S. 37–57.
- A Euclidean Skolem-Mahler-Lech-Chabauty method. In: Math. Res. Lett., Band 18, 2011, S. 833–842.
- mit Italy Kaplan, Frank Wagner: Artin-Schreier extensions in NIP and simple fields. In: Israel J. Math., Band 185, 2011, S. 141–153. Arxiv
- mit Rahim Moosa: Generalized Hasse-Schmidt varieties and their jet spaces. In: Proc. Lond. Math. Soc., Band 103, 2011, S. 197–234. Arxiv
- mit Dragos Ghioca: Algebraic equations on the adèlic closure of a Drinfeld module. In: Israel J. Math., Band 194, 2013, S. 461–483, Arxiv
- Counting special points: Logic, diophantine geometry, and transcendence theory. In: Bulletin of the AMS, Band 49, 2012, S. 51–71, Online
- mit R. Benedetto, D. Ghioca, B. Hutz, P. Kurlberg, T. Tucker: Periods of rational maps modulo primes. In: Mathematische Annalen, Band 355, 2013, S. 637–660, Arxiv
- mit Alice Medvedev: Invariant varieties for polynomial dynamical systems. In: Annals of Mathematics, Band 179, 2014, S. 81–177, Online
- mit Yu Yasufuku: Exponential-polynomial equations and dynamical return sets. In: Int. Math. Res. Notes 2013, Arxiv
- O-minimality. In: Gazette des mathématiciens, Nr. 149, Juli 2016
- mit James Freitag: Strong minimality and the -function. In: Journal of the European Mathematical Society, Band 20, 2017, S. 119–136, Arxiv